# Guy d'Aoste
Guy d'Aoste (latin: Gigo, Guigo, Wigo) un ecclésiastique savoyard est évêque d'Aoste (v. 1178-1185).

## Biographie
Les origines de Guy (Guigue, Guigo) sont inconnus. Il appartient à l'ordre des chartreux et il est mentionné comme prieur de la chartreuse de Meyriat, en Bugey. En 1178, il est mentionné dans l'acte de fondation de la Chartreuse d'Aillon comme prieur, ainsi que comme évêque d'Aoste et prieur de Meyriat. Toutefois, l'abbé Morand considère qu'il est plus « probable qu'il n'en fut que l'organisateur et qu'il n'en conserva que pendant quelque temps la haute direction. » ;
Sa mention comme évêque d'Aoste apparaît le plus souvent dans les documents entre le 2 juin 1180 et le 23 mai 1185. Le 2 juin 1180, il cède à Valbert prévôt de Saint-Gilles de Verrès, son futur successeur, l'église Sainte-Colombe de Charvensod. Cette cession est évoquée par le Pape Lucius III dans un bulle du 21 décembre fulminée à Tusculum. Le 31 mars 1181 il cède l'église de Chambave, le 29 décembre 1183, il est présent lors d'une transaction entre le chapitre de la cathédrale d'Aoste et le prévôt de l'Hospice du Grand-Saint-Bernard. En 1183, par l'intermédiaire d'Aymon Ier de Briançon archevêque de Tarentaise, il cède à la Collégiale de Saint-Ours les églises de Gressan et de Châtel-Argent. En 1185, le sous de l'Ascension (23 mai) il entérine un acte d'affranchissement signé par le seigneur Jean de Balmey.
Sa mort est relevée par le Martyrologe de la cathédrale d'Aoste au 13 octobre d'une année inconnue « III id. oct. obitus episcopis Gigonis ». Sans doute 1185 car son successeur Valbert est mentionné  dès le 10 mai 1186.